# 강민영 (배우)
강민영(본명: 강민아, 1971년 ~ )은 대한민국의 배우이자 배우 감우성의 아내이다.

## 출연작

### 드라마
- 1992년 드라마 《두자매》
- 1993년 드라마 《합이 셋이오》

## 출연작

### 영화
- 1997년 《접속》 - 희진 역

## 학력
- 원곡고등학교 (졸업)